# 今宮神社 (文京区)
今宮神社（いまみやじんじゃ）は、東京都文京区音羽にある神社。地名を冠して、音羽今宮神社（おとわいまみやじんじゃ）とも。

## 歴史
1697年（元禄10年）に創建された。江戸幕府第5代将軍徳川綱吉の母桂昌院の発願により、京都の今宮神社より分霊を勧請して創建された。元々は同区護国寺の寺内に位置していたが、明治の神仏分離により、現在地に移転した。
京都の今宮神社と同様に病気平癒のご利益があるとされ、1879年（明治12年）に「虎烈刺病伝染除の祭典」が挙行されている。
社宝として、近くに住む鳩山家（邸宅が今の鳩山会館である）より奉納された魔除飾面がある。

## 摂末社
- 天日鷲神社（祭神：天日鷲命）
- 天神社（祭神：菅原道真公）

## 交通アクセス
- 江戸川橋駅1A出口より徒歩4分（経路案内）。